# Clayes
Clayes é uma comuna francesa na região administrativa da Bretanha, no departamento Ille-et-Vilaine. Estende-se por uma área de 4,27 km². Em 2010 a comuna tinha 935 habitantes (densidade: 219 hab./km²).